# Luc-en-Diois
Luc-en-Diois (Latín: Lucus Augusti o Lucus) es una comuna francesa situada en el departamento de Drôme en la región de Ródano-Alpes.

## Historia
Luc-en-Diois fue fundada por los romanos en el siglo I a. C. al pie de las montañas de Diois, 
en la Galia, bajo el nombre latino de Lucus Augusti o Lucus, en alusión a un bosque consagrado a Augusto.  
Compartió con Vaison-la-Romaine el título de ciudad principal de Vocontii, un importante pueblo gálico. (Tácito, Hist. i. 66, lo llama municipium Vocontiorum; Plinio iii. 4).

## Demografía
| 545 | 518 | 452 | 450 | 478 | 490 |
| Para los censos de 1962 a 1999 la población legal corresponde a la población sin duplicidades (Fuente: INSEE [Consultar]) |     |     |     |     |     |